# Rzeczpospolita (periódico)
Rzeczpospolita (pronunciado [Shechpospolita] en fonética española) es un periódico diario polaco fundado en 1920. La palabra Rzeczpospolita significa literalmente "República", y es el cuarto periódico más leído de Polonia, con cerca de 194.123 lectores diarios.

## Historia
La fundación del Rzeczpospolita se remonta a 1920, dos años después de la creación de la Segunda República Polaca. En un principio, el periódico formaba parte del Partido Nacional Cristiano de Polonia, aunque posteriormente pasó a ser una publicación independiente. El periódico fue comprado por Ignacy Jan Paderewski, quién más tarde obtuvo el puesto de primer ministro de Polonia, estableciendo al Rzeczpospolita como periódico oficial de la Segunda República. El Golpe de Estado de mayo de 1926 dirigido por el mariscal Józef Piłsudski aceleró la desaparición del Rzeczpospolita, que fue finalmente disuelto en 1932.
Después de la Segunda Guerra Mundial, la liberación de Varsovia por el Ejército Rojo de la Unión Soviética y el Gobierno de Lublin permitieron la refundación del periódico en 1944, aunque tuvo que competir con el periódico Trybuna Ludu, de amplia temática comunista a favor del Partido Obrero Unificado Polaco.
En la actualidad, el Rzeczpospolita se ha estado financiando gracias a una joint venture con la empresa francesa Presspublica S.A., la cual se ha encargado desde 1991 de acoger al periódico polaco. También ha estrechado lazos con el reconocido periódico británico The Guardian, del cual se ha basado para mejorar su formato y hacerlo más compacto.
En 2005 el Rzeczpospolita compró el Parkiet Gazeta Gieldy, periódico especializado en economía y el mundo de las finanzas, y en 2011 el Uważam Rze, un periódico semanal.